# Monommata longiseta
Monommata longiseta är en hjuldjursart som först beskrevs av Müller 1786.  Monommata longiseta ingår i släktet Monommata och familjen Notommatidae. Arten är reproducerande i Sverige. Inga underarter finns listade i Catalogue of Life.